# Islám a judaismus

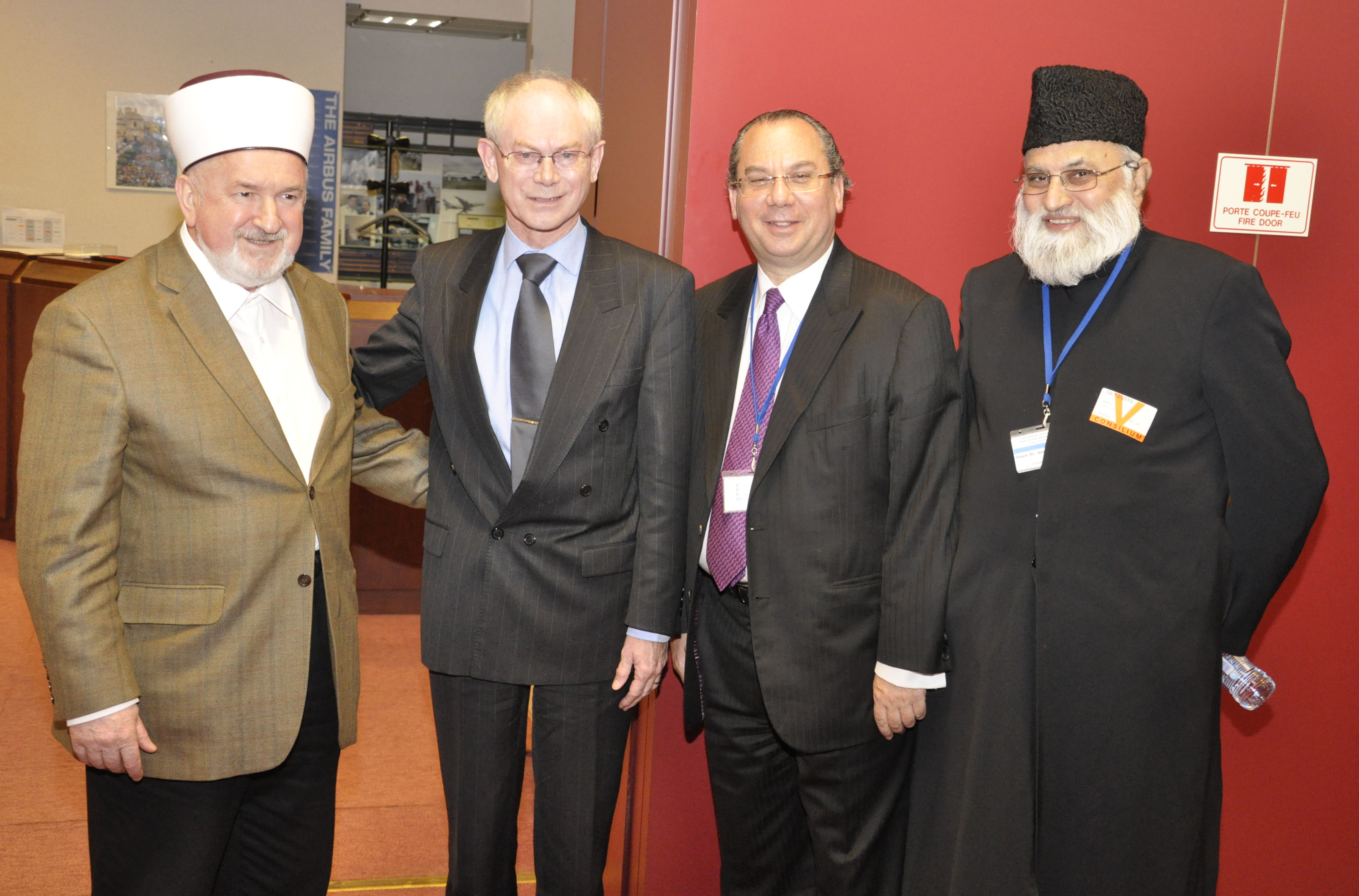
První setkání evropských, muslimských a židovských vůdců v Bruselu, prosinec 2010 – zleva doprava: Velký mufti Mustafa Ceric, předseda Evropské rady Herman Van-Rompuy, rabín Marc-Schneier, imám Dr. Abdujalil Sajid

Vzájemná interakce mezi judaismem a islámem započala v 7. století v důsledku rozšiřování islámu na Arabském poloostrově. Kvůli tomu, že tato dvě náboženství mají společný původ na Středním východě a kvůli sdíleným aspektům mezi judaismem a islámem, stejně tak jako díky vlivu muslimské kultury a filosofie na vyznavače judaismu v Islámském světě, existoval značný a dlouhý hmotný, náboženský a politický přesah mezi těmito dvěma vírami po dalších 1400 let.

## Rané vztahy
Podle islámských svatých textů, Mohamed kázal, že pohanští Arabové měli opustit polyteismus a přijmout monoteismus. Korán hlásá, že Mohamedovo učení bylo dokončení odhalení, jež bylo dáno prorokům během věků.
Judaismus (stejně jako křesťanství) sdílí hodně společných rysů s Islámem, jako třeba omezení jídla, zakazující konzumaci vepřového nebo společné proroky, kteří jsou vážení v obou vírách, jako třeba Mojžíš nebo Abrahám. Muslimové běžně označují Židy jako „Lid písma“ = lid, jenž následuje ta samá učení ve vztahu k víře k jednomu Bohu, jenž byl uctíván Abrahamem. Navíc vzhledem k podobnostem mezi Hebrejštinou a Arabštinou (jazyk užívaný muslimy pro náboženské účely) jakožto semitskými jazyky, je mnoho muslimských a židovských výrazů podobných, včetně slov pro pozdrav – salam a šalom.

### Pohled islámu na Tóru
Islám potvrzuje, že Mojžíšovi byla zjevena Tóra, kterou muslimové nazývají Tawrat a věří, že se jedná o slovo Alláha. Ačkoliv také věří, že toto zjevenení bylo v čase pozměňováno jistými písaři a kazateli. Současné židovské svitky nejsou podle islámské víry původním božským zjevením daným Mojžíšovi. Jako výsledek Muslimové věří, že Korán je konečným zjevením Alláha a dokončením předchozích zjevení.